# 伊奈忠逵
伊奈 忠逵（いな ただみち、元禄3年（1690年）- 宝暦6年11月16日（1756年12月8日））は、江戸時代中期の関東郡代。通称半左衛門。伊奈貞長の次男として生まれ、関東郡代伊奈忠順の養子となり、家督を継いだ。室は長谷範昌の娘。弟に忠順の実子の伊奈忠辰、妹に諏訪頼定室、松平正億室（忠逵の養女）、稲葉正純室（忠逵の養女）。子に伊奈忠宥。

## 経歴
正徳2年（1712年）5月26日、養父の忠順が没したのち関東郡代となり、勘定吟味役上座を兼ねて、老中の直属支配となった。享保4年（1719年）、上川俣（現・羽生市）に葛西用水元圦（もといり：取水口のこと）を設け、日向堀を通して利根川の水を引き、羽生領南方用水（幸手領用水）を開発した。また井沢弥惣兵衛を助力し、見沼代用水の開削に貢献。享保14年（1729年）3月には、いわゆる天一坊事件を終焉させた。しかし同年5月9日、手代の不正や収納した米が腐ったなどにより処罰され減封処分を受ける。甘藷栽培を青木昆陽の試作以前に試みている。寛延3年（1750年）7月30日退任し、その跡を忠順の長男（実子）の忠辰が継いだ。宝暦6年に没し、深川玄信寺に葬られる。戒名は、冶興院殿民誉擁衛心休大居士。